# Gossia retusa
Gossia retusa är en myrtenväxtart som beskrevs av Neil Snow och Gordon P. Guymer. Gossia retusa ingår i släktet Gossia och familjen myrtenväxter. Inga underarter finns listade i Catalogue of Life.